# Ângelo Gammaro
Ângelo Chiappeta Gammaro (ur. 17 września 1895 w Rio de Janeiro, zm. 12 czerwca 1977 tamże) – brazylijski piłkarz wodny i pływak, olimpijczyk.

## Kariera sportowa
Brał udział w igrzyskach olimpijskich w 1920 (Antwerpia), na których wystąpił w piłce wodnej i pływaniu. W wyścigu eliminacyjnym na 100 m stylem dowolnym zajął przedostatnie trzecie miejsce i nie awansował do półfinału (czas – 1:22,0). W piłce wodnej brał udział w dwóch meczach z Francją i Szwecją, w których nie strzelił gola. Jego drużyna nie zdobyła medalu.